# Far on the Water
Albums de Kalafina
Consolation
(2013) Winter Acoustic "Kalafina with Strings"
(2016)
Compilations par Kalafina
The Best Blue and Red
(2014)
Singles
Far on the Water est le 5e album de Kalafina sorti sous le label Sony Music Entertainment Japan le 16 septembre 2015 au Japon.

## Présentation
Il arrive 2e à l'Oricon. Il se vend à 24 601 exemplaires la première semaine et est resté classé 21 semaines pour un total de 47 519 exemplaires vendus. Quatre chansons viennent de leurs précédents singles, Heavenly Blue, Believe, Ring your bell et One Light.
Il sort en format CD, CD+DVD, CD+BluRay et Double Microsillon (33 tours).

## Liste des titres
| 1.  | Into the Water                  |  |
| 2.  | Monochrome                      |  |
| 3.  | Gogatsu no Mahou (五月の魔法)   |  |
| 4.  | Ring your bell                  |  |
| 5.  | Usumurasaki (うすむらさき)      |  |
| 6.  | Identify                        |  |
| 7.  | Hokage (灯影)                   |  |
| 8.  | One Light                       |  |
| 9.  | Musunde Hiraku (むすんでひらく) |  |
| 10. | Heavenly Blue                   |  |
| 11. | Sorairo no Isu (空色の椅子)     |  |
| 12. | Believe                         |  |
| 13. | Far on the Water                |  |

| 1. | Heavenly Blue (Clip Vidéo)                 |  |
| 2. | Far on the Water (Clip Vidéo)              |  |
| 3. | Ring your bell (2015.2.28 Nippon Budokan)  |  |
| 4. | Far on the Water (2015.3.1 Nippon Budokan) |  |

| 1.A1. | Into the Water                  |  |
| 1.A2. | Monochrome                      |  |
| 1.A3. | Gogatsu no Mahou (五月の魔法)   |  |
| 1.B1. | Ring your bell                  |  |
| 1.B2. | Usumurasaki (うすむらさき)      |  |
| 1.B3. | Identify                        |  |
| 1.B4. | Hokage (灯影)                   |  |
| 2.A1. | One Light                       |  |
| 2.A2. | Musunde Hiraku (むすんでひらく) |  |
| 2.A3. | Heavenly Blue                   |  |
| 2.B1. | Sorairo no Isu (空色の椅子)     |  |
| 2.B2. | Believe                         |  |
| 2.B3. | Far on the Water                |  |